# Königsstraße (Finnland)

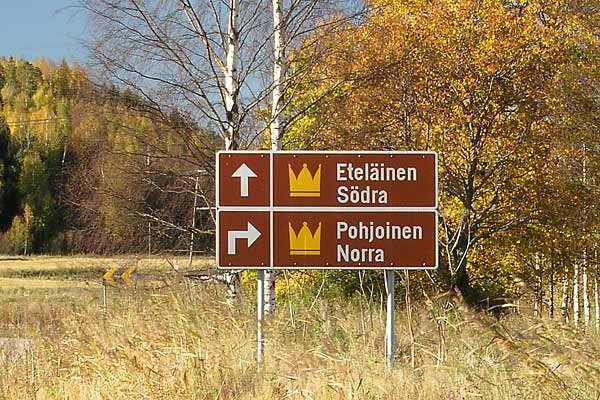
Zweisprachige Beschilderung der Königsstraße bei der Stadt Siuntio (Sjundeå)

Die Königsstraße (finnisch Kuninkaantie, schwedisch Kungsvägen) war seit dem Mittelalter eine der ältesten skandinavischen Verkehrsrouten, die ursprünglich von Bergen am Atlantik über Oslo, Karlstad, Örebro und Stockholm bis nach Turku führte. In Finnland verlief sie entlang der Südküste weiter von Turku nach Wyborg, später auch bis nach Sankt Petersburg. Bekannte finnische Orte auf der Strecke waren Salo, Perniö, Ekenäs, Karis, Espoo, Helsinki, Vantaa, Porvoo, Pernå, Loviisa und Hamina.

## Handels- und Verkehrsweg
Der Name Königsstraße hebt die Bedeutung des Handels- und Verkehrswegs hervor. Später wurde er auch für die Postbeförderung und die Nachrichtenübermittlung strategisch bedeutsam. An der Königsstraße entstanden zahlreiche Gutshöfe und Posthaltereien. Über 20 Gasthöfe sorgten für Verpflegung und Unterkunft von Reisenden. Die Königsstraße stellte seit dem 14. Jahrhundert eine der wichtigsten Verkehrsstrecken des schwedischen Reiches in Ost-West-Richtung dar.

## Tourismus
Seit den 1980er Jahren ist die Königsstraße als touristischer Begriff für die Verbindung zwischen kulturhistorisch bedeutsamen Orten in Südfinnland eingeführt worden. Die heutige Wegstrecke orientiert sich am damaligen Routenverlauf. Die Sehenswürdigkeiten an der Strecke sind exzellent ausgeschildert.